# 1237

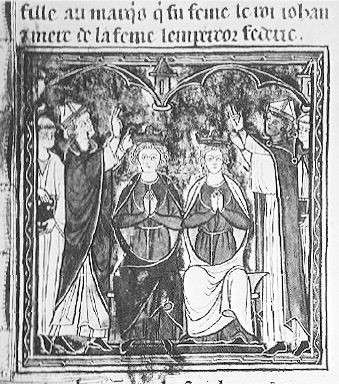
Maria van Montferrat en Jan van Brienne bij hun kroning

Het jaar 1237 is het 37e jaar in de 13e eeuw volgens de christelijke jaartelling.

## Gebeurtenissen
- 27 november - Slag bij Cortenuova: Keizer Frederik II verslaat de Lombardische Liga.
- Verdrag van York: De grens tussen Engeland en Schotland wordt vastgesteld.
- Na de nederlaag in de Slag bij Saule voegt het restant van de Orde van de Zwaardbroeders zich bij de Duitse Orde.
- graaf Jan I van Chalon staat zijn graafschappen Chalon en Auxonne af aan Hugo IV van Bourgondië in ruil voor een aantal heerlijkheden. Einde van het graafschap Chalon.
- Stadsrechten voor: Doesburg, Oostburg
- Johanna van Constantinopel trouwt met Thomas van Savoye.
- oudst bekende vermelding: Berlicum, Gerlosberg, Kanina

## Opvolging
- Artesië: Lodewijk IX van Frankrijk opgevolgd door zijn broer Robert I
- Bretagne: Peter I opgevolgd door zijn zoon Jan I
- Duitsland (medekoning naast keizer Frederik II): Koenraad IV in opvolging van zijn broer Hendrik VII
- Namen: Margaretha opgevolgd door haar broer Boudewijn II van Constantinopel
- Penthièvre: Peter I van Bretagne opgevolgd door zijn dochter Yolande
- Rûm: Kaykubad I opgevolgd door zijn zoon Kaykhusraw II

## Bouwkunst

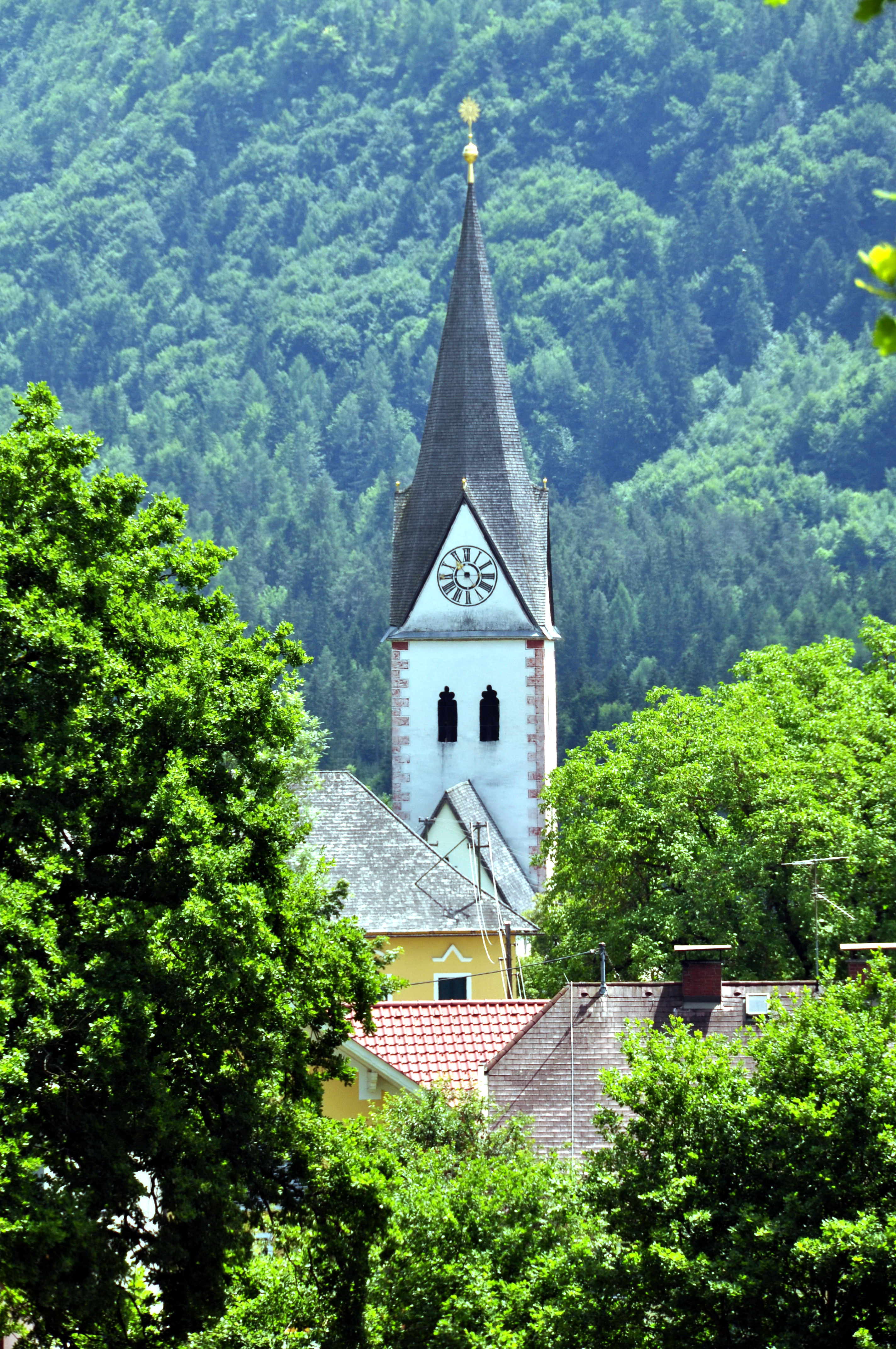
Pfarrkirche St. Georg Keutschach, Oostenrijk (1237?)
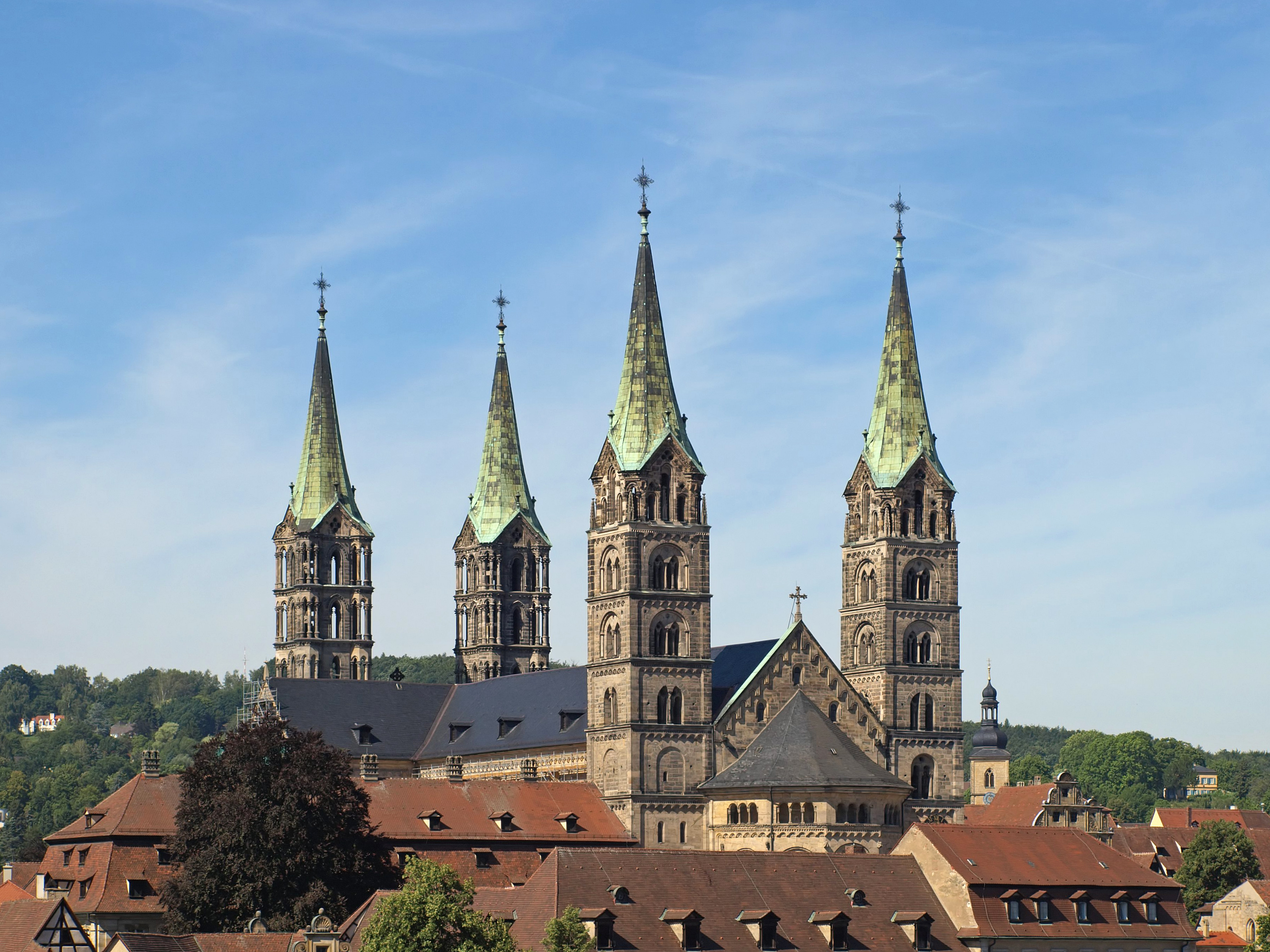
Bamberger Dom, Duitsland (1237)

## Geboren
- Agnes II van Bourbon, Frans edelvrouw (jaartal bij benadering)
- Bohemund VI, vorst van Antiochië (1251-1268) (jaartal bij benadering)
- Wladislaus van Silezië, aartsbisschop van Salzburg en hertog van Silezië-Breslau (jaartal bij benadering)

## Overleden
- 23 maart - Jan van Brienne, koning van Jeruzalem (1210-1212), medekeizer van Constantinopel (1229-1237)
- 12 april - Berenguela van Leon, echtgenote van Jan van Brienne
- 6 juni - Jan van Schotland, Engels edelman
- 30 juli - Ingeborg van Denemarken, echtgenote van Filips II van Frankrijk
- Emo van Bloemhof, Fries kroniekschrijver
- Jordanus van Saksen, magister-generaal der Dominicanen
- Kaykubad I (~49), sultan van Rûm (1220-1237)
- Shunten, eerste koning van Riukiu (jaartal bij benadering)